# Glyptothorax nelsoni
Glyptothorax nelsoni är en fiskart som beskrevs av Ganguly, Datta och Nibedita Sen 1972. Glyptothorax nelsoni ingår i släktet Glyptothorax och familjen Sisoridae. Inga underarter finns listade i Catalogue of Life.